# Врапча
Врапча (буг. Врабча) је подељено насеље између Бугарске и Србије. Српски део насеља се налази у општини Димитровград у Пиротском округу. Бугарски део насеља се налази у општини Трн у Перничкој области. Према попису из 2022. у српском делу било је 3 становника, док је на попису из 2021. у бугарском делу насеља било је 22 становника.

## Географија
Врапча се налази на планини Гребен, на граници између Бугарске и Србије. Мали водопад и одлично место за шетњу се налази са леве стране пута непосредно пре села долазе из Трна.

## Историја
Према пореским регистрима немуслиманског становништва из периода од 1623. до 1624. године у Османском царству, насеље је означено под именом Варабча и имало је 28 домаћинства. Бугарска Енциклопедија бележи насеље као: "село у Трнској околији; 845 људи; налази се североистоку од Трна. Становништво се бави пољопривредом, сточарства и градитељством. У попису из 1926. године било је 1.029 становника" За време Балканског рата 1912. године две особе из села су укључене као добровољци у Македонско-Одринском волонтерском корпусу. Према Нејском мировном уговору из 1919. године село је постало подељено насеље између Бугарске и Србије.

## Демографија српског дела насеља
У српском делу насеља Врапча живе 4 пунолетна становника, а просечна старост становништва износи 65,5 година (50,5 код мушкараца и 80,5 код жена). У насељу је 2002. године било 6 домаћинстава, а просечан број чланова по домаћинству био је 2,00.
Ово насеље је великим делом насељено Бугарима (према попису из 2002. године), а у последњих седам пописа примећен је пад у броју становника.
|  |

| Демографија | Демографија | Демографија |
| Година      | Становника  | Становника  |
| ----------- | ----------- | ----------- |
| 1948.       | 309         |             |
| 1953.       | 266         |             |
| 1961.       | 175         |             |
| 1971.       | 84          |             |
| 1981.       | 61          |             |
| 1991.       | 31          | 31          |
| 2002.       | 12          | 12          |
| 2011.       | 4           |             |
| 2022.       | 3           |             |

| Етнички састав према попису из 2002.‍ | Етнички састав према попису из 2002.‍ | Етнички састав према попису из 2002.‍ | Етнички састав према попису из 2002.‍ | Етнички састав према попису из 2002.‍ |
| ------------------------------------ | ------------------------------------ | ------------------------------------ | ------------------------------------ | ------------------------------------ |
|                                      |                                      |                                      |                                      |                                      |
| Бугари                               | Бугари                               |                                      | 11                                   | 91,66%                               |
| Хрвати                               | Хрвати                               |                                      | 1                                    | 8,33%                                |

| Година пописа     | 1948. | 1953. | 1961. | 1971. | 1981. | 1991. | 2002. |
| ----------------- | ----- | ----- | ----- | ----- | ----- | ----- | ----- |
| Број домаћинстава | 46    | 50    | 47    | 36    | 25    | 14    | 6     |

| Број чланова      | 1 | 2 | 3 | 4 | 5 | 6 | 7 | 8 | 9 | 10 и више | Просек |
| ----------------- | - | - | - | - | - | - | - | - | - | --------- | ------ |
| Број домаћинстава | 3 | 2 | 0 | 0 | 1 | 0 | 0 | 0 | 0 | 0         | 2,00   |

| Пол    | Укупно | Неожењен/Неудата | Ожењен/Удата | Удовац/Удовица | Разведен/Разведена | Непознато |
| ------ | ------ | ---------------- | ------------ | -------------- | ------------------ | --------- |
| Мушки  | 7      | 3                | 4            | 0              | 0                  | 0         |
| Женски | 5      | 0                | 3            | 2              | 0                  | 0         |
| УКУПНО | 12     | 3                | 7            | 2              | 0                  | 0         |

| Пол    | Укупно                    | Пољопривреда, лов и шумарство | Рибарство                            | Вађење руде и камена | Прерађивачка индустрија       |
| ------ | ------------------------- | ----------------------------- | ------------------------------------ | -------------------- | ----------------------------- |
| Мушки  | 4                         | 3                             | 0                                    | 0                    | 0                             |
| Женски | 0                         | 0                             | 0                                    | 0                    | 0                             |
| УКУПНО | 4                         | 3                             | 0                                    | 0                    | 0                             |
| Пол    | Производња и снабдевање   | Грађевинарство                | Трговина                             | Хотели и ресторани   | Саобраћај, складиштење и везе |
| Мушки  | 0                         | 0                             | 0                                    | 0                    | 0                             |
| Женски | 0                         | 0                             | 0                                    | 0                    | 0                             |
| УКУПНО | 0                         | 0                             | 0                                    | 0                    | 0                             |
| Пол    | Финансијско посредовање   | Некретнине                    | Државна управа и одбрана             | Образовање           | Здравствени и социјални рад   |
| Мушки  | 0                         | 0                             | 0                                    | 0                    | 0                             |
| Женски | 0                         | 0                             | 0                                    | 0                    | 0                             |
| УКУПНО | 0                         | 0                             | 0                                    | 0                    | 0                             |
| Пол    | Остале услужне активности | Приватна домаћинства          | Екстериторијалне организације и тела | Непознато            | Непознато                     |
| Мушки  | 1                         | 0                             | 0                                    | 0                    | 0                             |
| Женски | 0                         | 0                             | 0                                    | 0                    | 0                             |
| УКУПНО | 1                         | 0                             | 0                                    | 0                    | 0                             |